# 藤咲飛鳥
藤咲 飛鳥（ふじさき あすか、1977年 - ）は、埼玉県出身のAV女優。バルドエージェンシー所属。
血液型:A型。身長:158cm。スリーサイズ:B90(F-65)・W60・H87。

## 略歴・人物
2007年にAVデビュー。

## 出演作品

### アダルトビデオ
2007年
- 巨尻痴熟女 騎る!! 2（4月27日、シャイ企画）他出演:天海ゆり、柊朱美、三田聖子
- 美熟女温泉 湯けむり旅情 如月 梅の月 藤咲あすか30歳（4月30日、ゴリラプロジェクト）
- おっぱいおくさま（5月29日、チャンネル・ヴィ）
- 昼下がりの淫ら妻 24（6月15日、クリスタル映像）他出演:間宮いずみ、河野あずさ、藤本ちさと、端紀志穂、落合美鈴
- 大人の隠れ湯 乱交遊戯温泉へようこそ（7月5日、Woman）共演:増田ゆり子、天海ゆり、阿部さくら、竹内梨乃
- 本着衣猥談（7月7日、AVS）他出演:望月加奈
- 若熟ミセス中出し（7月18日、チャンネル・ヴィ）
- 集団痴熟女 ど淫乱参観日（7月20日、ネクストイレブン）共演:香咲美央、高坂レイ、矢口果帆
- 羞恥的快楽でイキまくり 超変態猥褻夫人（7月20日、ネクストイレブン）他出演:香咲美央
- 僕がペット 集団痴女編（7月20日、レアル・ワークス）共演:月嶋りお、三津なつみ、加瀬あゆむ、星優乃、伊藤結衣
- フェラマニア Vol.3（8月19日、ミスターインパクト）他出演:加瀬あゆむ、姫野愛、長谷川あゆみ、青山亜里沙 他
- 祝!!SOD創立12周年特別企画第一弾!! ファン大感謝祭（9月6日、SODクリエイト）他多数共演
- 平成ハメ時熟女…あすか（9月7日、映天）
- 若妻恋情 熟桃狂い（9月13日、溜池ゴロー）
- 寸止め 17（9月14日、クリスタル映像）他出演:伊藤あずさ、佐山琴美、牧野ゆうひ、星優乃、中村さら
- 祝!!SOD創立12周年特別企画第二弾!! ファン大感謝祭 巨乳キャバクラ嬢・セレブ人妻 超お色気SP（9月20日、SODクリエイト）共演:牧野ゆうひ、黒川梨花、小峰由衣、野宮凛子、間宮いずみ
- ケバケバ艶女（9月25日、ジャネス）他出演:ささきふう香、観乃ひろみ、間宮いずみ
- 美熟女・見つめて濃厚接吻手コキ（9月25日、ジャネス）他出演:ささきふう香、観乃ひろみ、間宮いずみ
- 綺麗な奥さんレイプ中出し（10月5日、小林興業）共演:佐藤かえで
- 狙われた人妻 無理やり犯される5人の人妻たち 第3章（10月13日、隼エージェンシー）他出演:青山亜里沙、はるか悠、堀口奈津美、水野美香
- 犯られた人妻たち 第10章 中出しされる4人の人妻（10月19日、Nadeshiko）他出演:姫川りな、村上里沙、はるか悠
- 中出しされた女教師たち 2（10月19日、ミスターインパクト）他出演:加瀬あゆむ、姫野愛、長谷川あゆみ、青山亜里沙
- 人妻デリバリー 9（10月26日、クリスタル映像）他出演:北原夏美、寺澤しのぶ、山田さとみ、春野響、菊川れみ
- フェラコレ 熟女編 25人のフェラマダム（11月10日、隼エージェンシー）他24名出演
- Mrs.NANPA! 4 奥様改造計画（11月15日、グローリークエスト）共演:間宮いずみ
- 巨乳ナンパ!!（11月19日、ミスターインパクト）他出演:児玉しの、柳田やよい、緒川もも、鏡みらん 他
- 野獣美女乱交（12月1日、アニマリージョ）共演:天海ゆり、坂本梨沙、三咲エリナ、吉澤レイカ、真羅マキ、竹内エミリ、高秀花
- 絶頂失禁 おもらし三昧SP Volume1（12月1日、AVS）他出演:天海ゆり、間宮いずみ、白鳥みるか
- 人妻沿線 ぶらり旅 小田原（12月24日、VIP）

2008年
- B.Bボーイズに目覚めちゃった僕。（1月13日、アロマ企画）共演:夏美まや、片瀬マリア、観乃ひろみ
- 「路線バスで美淑女の尻に勃起チ○ポを擦りつけたらヤられるか?」 VOL.2（1月17日、DANDY）他出演:白坂百合 他
- 団地妻たちの赤い欲望（1月25日、ビッグモーカル）共演:若林ひかる、綾乃美土里
- 近○相姦 僕のママは幼妻（1月25日、サイドビー制作室）
- 生乳房 強制揉みしだき 2（1月25日、アロマ企画）他出演:石田えり、山本凛、秋本由香里、霧島さつき、神谷まり、冬野みずき、後藤あん
- 秘湯美人 あすか（2月1日、グラフィス）
- 優しい痴女（2月5日、ワープエンタテインメント）
- 巨乳が寝てる間に… たっぷり揉んだら、仕上げに挿入!!（2月15日、ワープエンタテインメント）他出演:蜜井とわ、橘れもん、浜崎りお、麗花、うるみゆう、村上里沙、澄川ロア、浅田ちち、彩花ゆめ
- 肉欲! 近●相姦 催眠術で眠らせた義母を陵辱する兄弟（2月22日、Nadeshiko）
- 秘書ナマ中出し 藤咲飛鳥 俺が一番ほしかった女（3月6日、ヒビノ）
- もしもアナタが…こ～んなエロいおネェさまたちが住む集合住宅に引っ越したら?（3月13日、カルマ）共演:風間ゆみ、坂本梨沙、牧野遥、北崎未来、天海ゆり、ささきふう香、大越はるか、渡辺弓絵、上原優
- こだわりの手コキ 人妻編 総勢24熟女!（3月8日、隼エージェンシー）他23名出演
- 清楚夫人の変態暴露セックス（3月20日、ネクストイレブン）他出演:翔田千里、香咲美央、石川美貴
- 人妻中出し（3月25日、イエローダック）共演:相沢さゆり
- 美熟女の視線にさらされながらせんずりさせられた僕（5月2日、オールドソルジャー）他出演:星優乃、南原香織、天海ゆり、黒谷渚、愛樹るい、ほしの菜実恵、くれは沙弥、上原優、内田理緒
- こだわりの手コキ 4時間SP VIII 30人のハンドメイド（5月10日、隼エージェンシー）他29名出演
- 人妻M調教グラフティー 露出番外地（5月13日、BUMPエンターテイメント）
- パワハラ美人上司の美脚部下育成（6月5日、フリーダム）共演:天海ゆり、上原優、星優乃
- パワハラ美人上司の豊満尻顔騎（6月5日、フリーダム）他出演:天海ゆり、上原優、星優乃
- パワハラ美人上司の接吻手コキシゴき（6月5日、フリーダム）共演:天海ゆり、上原優、星優乃
- フェラ!!大好き!?13人のフェラ好きガールズ（6月14日、隼エージェンシー）他12名出演
- フェラコレ熟女編 II 31人のフェラマダム（6月14日、隼エージェンシー）他30名出演
- Tokyo Wife（6月25日、T-STYLE）
- 美脚クラブ180（7月19日、ミスター・インパクト）他多数出演
- YOGA（8月2日、HMJM）
- 母を酔わせてSEXする（8月20日、ネクストイレブン）他出演:坂木美春、石橋ゆう子
- 無視（シカト）レイプ（8月21日、SODクリエイト）他出演:小峰ミサ、YOKO、詩音
- 団地妻 愛欲に濡れ続ける3時間（9月12日、ビッグモーカル）他出演:堀口奈津美、水野優、天海ゆり、松浦ユキ、はるか悠
- 巨乳生保レディの肉体営業（9月15日、ネクストイレブン）他出演:愛樹るい、明星ちかげ
- 熟女のシゴキで激発射（9月20日、ネクストイレブン）他出演:円城ひとみ、芹沢舞、石橋ゆう子、草凪純、松原久美子、愛樹るい、坂木美香
- 熟れた女の勃起乳首（10月3日、OFFICE K'S）他出演:松浦ユキ、林なお、須藤梨絵、米倉茜、愛樹るい、若槻尚美
- 巨乳ママ おっぱい吸わせて!シゴいて!（10月3日、OFFICE K'S）他出演:小池絵美子、天海ゆり、愛樹るい、高木礼子
- 中出し人妻暴行 膣で罰を受ける人妻たち3時間（10月10日、ビッグモーカル）他出演:村上涼子、堀口奈津美、艶堂しほり、高坂保奈美、水野優
- 美熟女 悩殺Body 3（10月24日、クリスタル映像）他出演:秋川りお、喜多村真里子、竹田千恵、門井瑛子
- お母さんとの情事 3 ～手コキ、フェラ、SEX編～（11月7日、映天）他出演:松島ルリ、神崎美樹、東条美菜、蓮見梨沙、仲田絵理、根元純
- ママにセンズリ見てほしい!!（11月7日、OFFICE K'S）他出演:高木礼子、愛樹るい、天海ゆり、小池絵美子
- 奥様の欲情日誌 旦那も知らない妻の性癖（11月20日、ネクストイレブン）他出演:風間恭子、小柳あのん、工藤あずさ、青木紘子 他
- 巨乳熟女のおっぱい揉みしだき（11月21日、OFFICE K'S）他出演:柿本真緒、天海ゆり、小池絵美子、高木礼子、愛樹るい
- まんびらきオナニー（11月21日、OFFICE K'S）他出演:若槻尚美、柿本真緒、高坂保奈美、黒瀬いずみ
- 熟れた女のセンズリ鑑賞 3（11月25日、ジャネス）他出演:南原香織、ささきふう香、志村玲子、観乃ひろみ、天海ゆり、桐島樹莉
- 団地妻 愛欲に濡れた人妻たち（12月25日、ビッグモーカル）他出演:天海ゆり、はるか悠

2009年
- お母さんと日常生活 4 ～着替え、日常風景。自慰、入浴、放尿編～（1月16日、映天）他出演:湯沢多喜子、宮崎あい、中村綾乃、飯浜紀香
- Blue Film（1月30日、鶴亀ドラゴンズ）

2010年
- 私たち熟女のフェラチオ見てください 大人美人40人の極上テクニック（7月23日、なでしこ））他39名出演

他

### TVドラマ
- 湯けむりスナイパー（2009年6月5日、12日、テレビ東京） - モデルの女ほか役　（*キャストテロップ上は、藤崎飛鳥）